# PTZ-Kamera

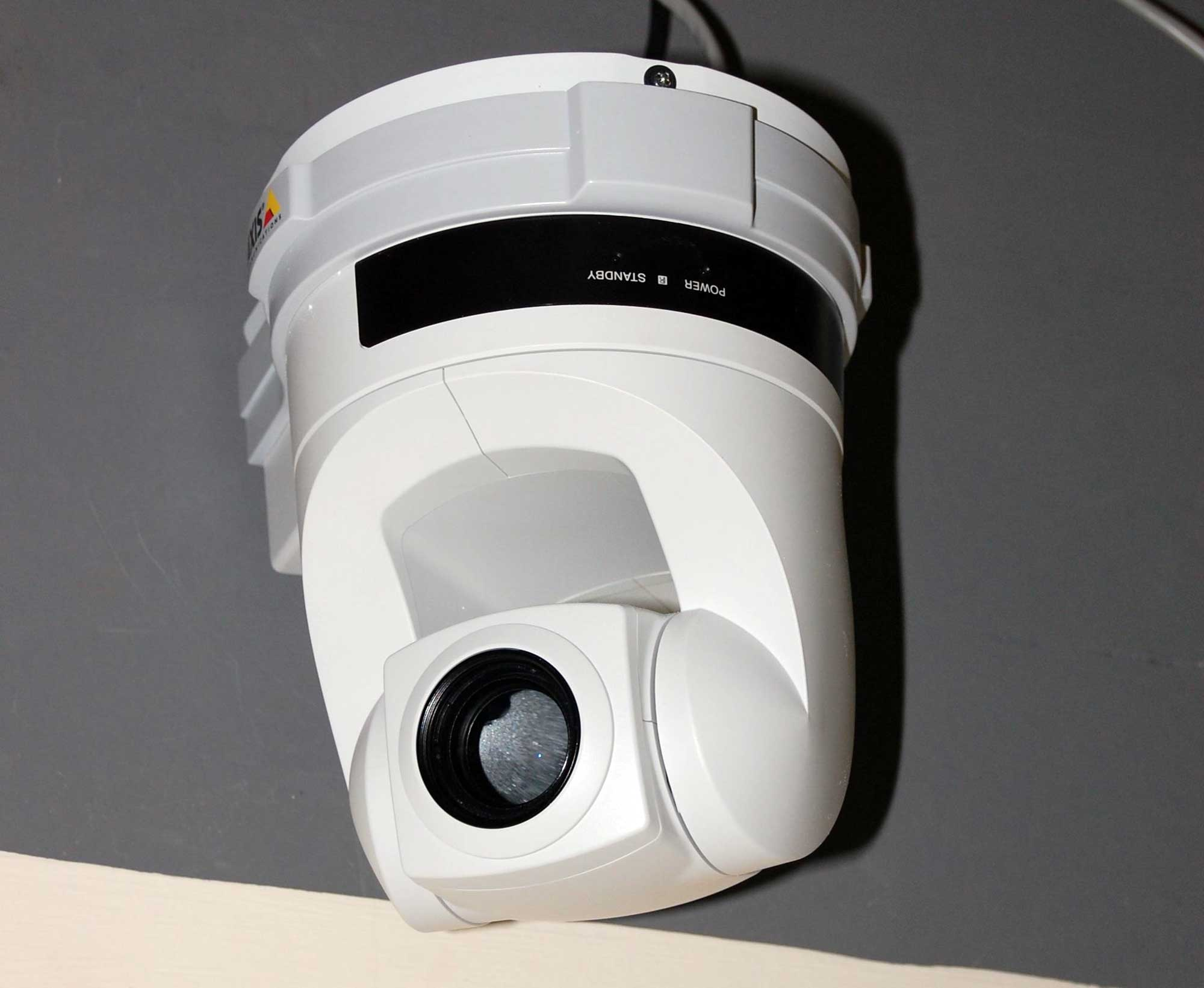
Axis 214 PTZ Kamera

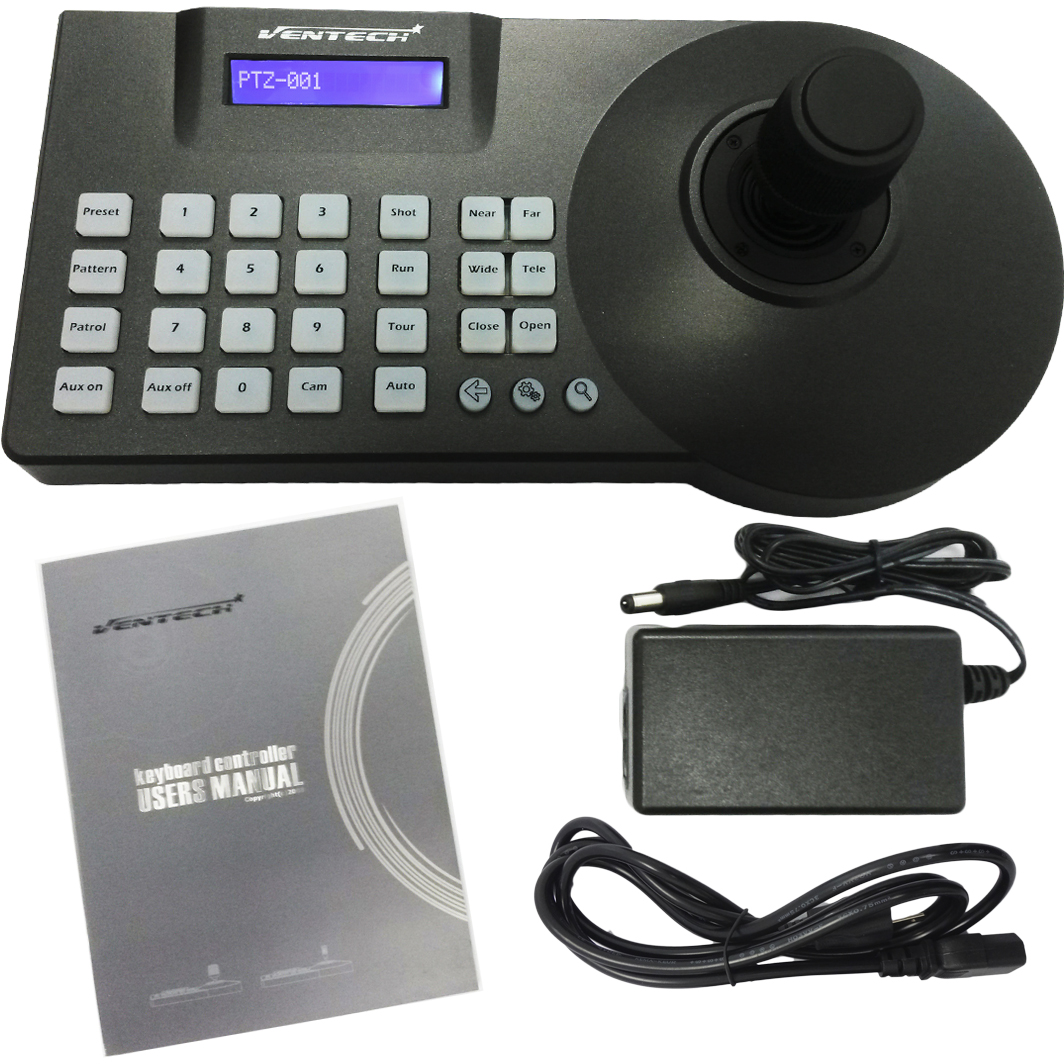
Steuerung einer PTZ-Kamera

Unter einer PTZ-Kamera (Abkürzung für Pan–Tilt–Zoom-Kamera) versteht man eine Kamera, welche eine ferngesteuerte Richtungs- und Zoomsteuerung ermöglicht. Die Abkürzung PTZ stammt aus dem Englischen und steht für pan (schwenken), tilt (neigen) und zoom (Änderung der Brennweite).  PTZ-Kameras können in der Regel sowohl horizontal als auch vertikal geschwenkt werden und verfügen über ein Zoomobjektiv.
PTZ-Kameras werden primär in der Überwachungstechnik eingesetzt. Ein Mensch in einer Videoüberwachungszentrale steuert die Kamera über Kabel oder Funk. Dazu verwendet er einen Joystick und, oder eine Tastatur. Eine Software kann diese Aufgabe aber auch übernehmen und die Bewegungen der Kamera steuern. Heutzutage wird das Internet oder IP-Protokoll zur Steuerung von PTZ-Kameras eingesetzt.
PTZ-Kameras können auch zur automatischen Verfolgung von Objekten wie Autos aber auch Personen eingesetzt werden. Die Kamera verfolgt zum Beispiel die Bewegungen einer Person, solange sie sich im Bereich der Kamera befindet.
In der Veranstaltungstechnik wurden PTZ-gesteuerte Kameras ursprünglich von Fernsehsendern zur Aufzeichnung von Sportveranstaltungen eingesetzt. Heute trifft man sie im gesamten Livestream-Bereich an. Besonders verbreitet sind Dome-Kameras, wo die Kamera und die Steuerungstechnik durch ein Gehäuse geschützt sind.